# 协作学习
协作学习是指学生以小组为形式参与，为达到共同的学习目标，在一定的激励机制下最大化个人和他人习得成果，而合作互助的相关行为。

## 基本要素
- 协作小组
- 成员
- 辅导教师
- 协作学习环境[1]

协作学习(Collaborative Learning，简称CL)是与个别学习、竞争学习不同的学习方式，它指学习者以小组形式，在共同的目标和一定的激励机制下，为获得最大的个人、小组学习成果而进行协作互助的学习模式。在协作学习中，成员个人学习的成功是以他人成功为基础的，学习者之间的关系是融洽的，相互协作的，在共享信息与资源、共负责任、共担荣辱的基础上，完成共同的学习任务，实现相同的学习目标。与个别学习和竞争学习相比，协作学习能更好地发挥学习者的主动性、创造性，更有利于问题的深化理解和知识的掌握运用，能促进高级认知能力的发展、协作精神的培养和良好人际关系的形成。

## 参看
- 電腦支援協作學習
- 合作学习